# Fuerzas Armadas de Tonga
Las Fuerzas Armadas de Su Majestad (HMAF: His Majesty's Armed Forces) se encargan de defender la soberanía del Reino de Tonga. Están compuestas por tres componentes operativos y dos elementos de apoyo (logística y grupos de capacitación). Las HMAF están parcialmente respaldadas por acuerdos de cooperación de defensa con Australia, Estados Unidos, China, India y Nueva Zelanda. Esta cooperación de seguridad tiene como objetivo el desarrollo de la capacidad mediante la capacitación del personal en liderazgo, académico y oficios, mientras que el apoyo para el desarrollo de infraestructura es otra parte de esta cooperación de seguridad.
En los últimos años, los miembros de las Fuerzas Armadas de Su Majestad han apoyado a la Coalición de voluntarios en la Operación Libertad Iraquí, la Fuerza Internacional de Asistencia para la Seguridad en Afganistán y la Misión de Asistencia Regional a las Islas Salomón.

## Organización
Las Fuerzas Armadas de Su Majestad están organizadas en un sistema de comando unificado. Consiste en tres fuerzas; la Fuerza Regular, la Fuerza Territorial y la Fuerza de Reserva Activa.

## Armada

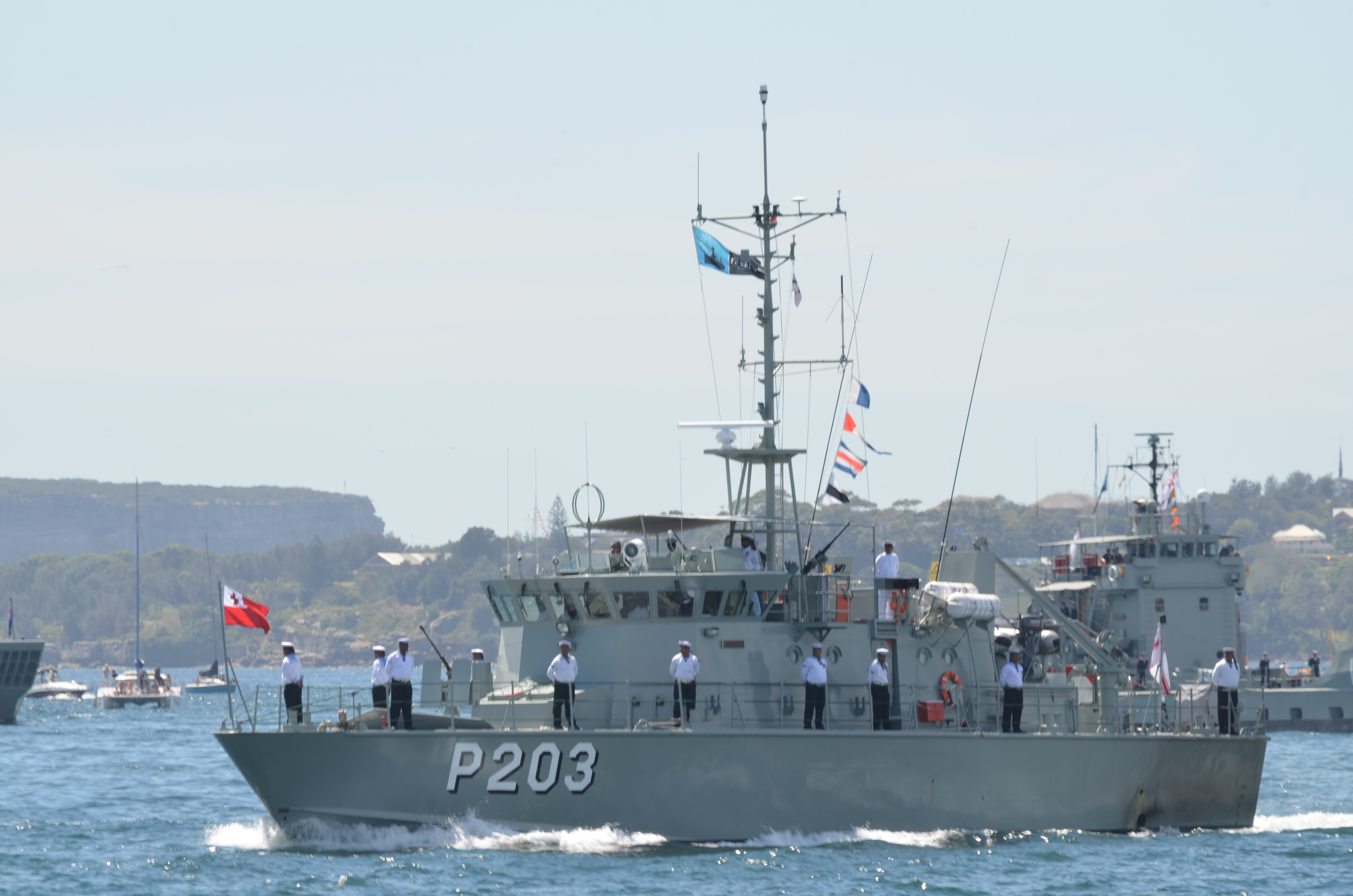
El patrullero tongano VOEA Savea (P203) en el puerto de Sídney, 2013.

La Fuerza Marítima está equipada con tres patrulleros clase Pacific, un buque cisterna, una lancha de desembarco mecanizada y un barco a motor que es el yate real, el Titilupe. La Fuerza Marítima de Tonga realiza misiones de patrulla, ocasionalmente lidiando con violaciones de fronteras. Notablemente en el Arrecife Minerva y las zonas de pesca restringidas de Tonga.

### Real Infantería de Marina Tongana
La Real Infantería de Marina Tongana (Royal Tongan Marine Infantry) está organizada como un solo batallón con un Cuartel General y tres compañías de Infantería ligera.

## Guardia real de Tonga
La Guardia Real de Tonga es una unidad de tamaño de compañía que es responsable de la seguridad del monarca.

## Ala Aérea

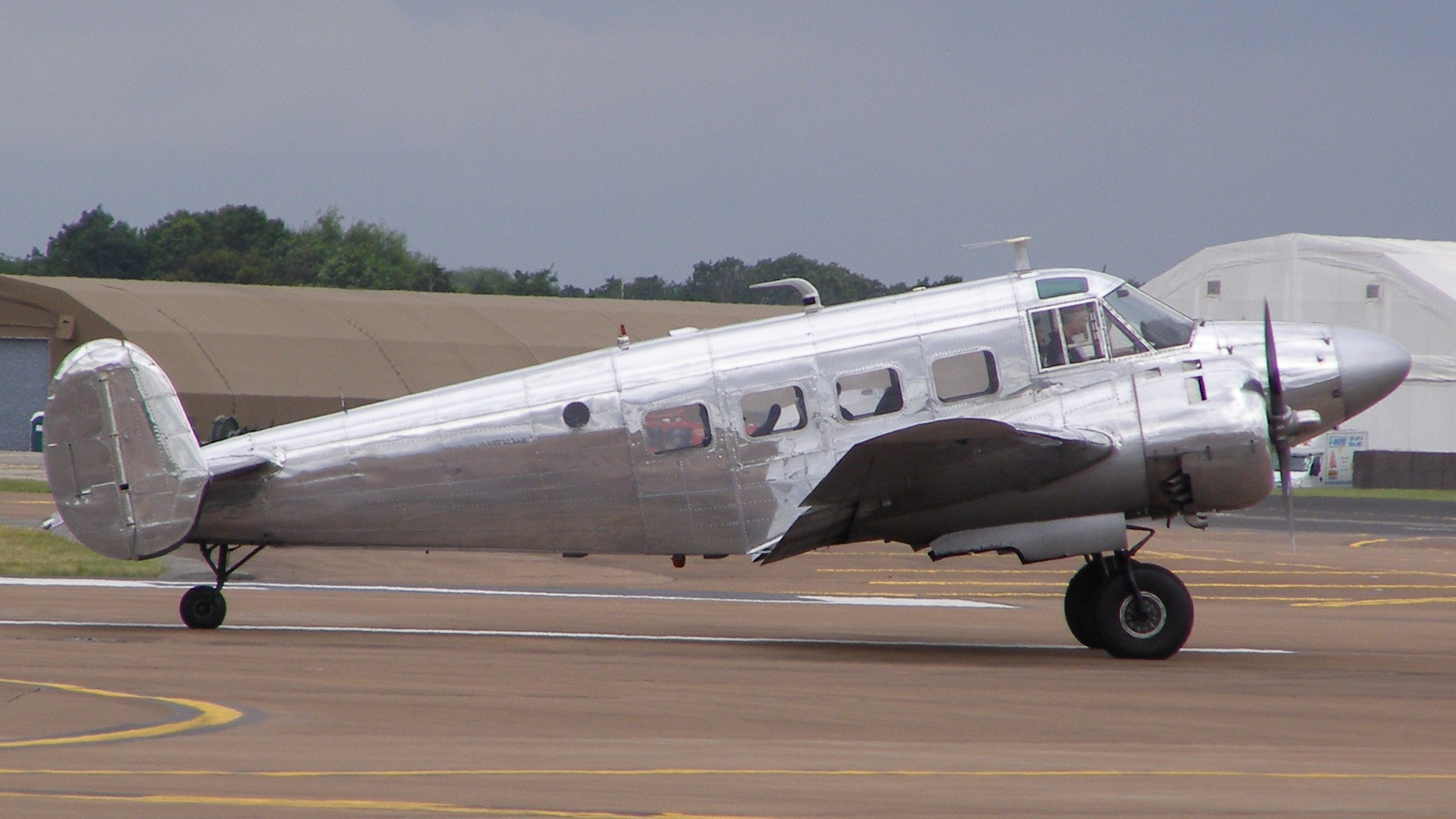
Un Beechcraft G18S, similar al operado por el Ala Aérea.

El Ala Aérea se estableció en 1996 y opera un avión Beechcraft G.18S para el patrullaje marítimo y funciones de búsqueda y rescate, y un entrenador Champion 7 Citabria. El estado actual del Ala Aérea no está claro, pero ambas aeronaves no han estado activas.

## Organizaciones de defensa internacional
Las Fuerzas Armadas de Su Majestad forman parte de las siguientes organizaciones internacionales de defensa:
- Seminario de gestión de los ejércitos del Pacífico (PAMS)
- Seminario de logística de oficiales superiores del área Pacífico (PASOLS)
- Simposio Naval del Pacífico Occidental (WPNS)
- Organización hidrográfica internacional (IHO)
- Comisión Hidrográfica del Pacífico Sur (SPHC)
- OTAN Codification, donde a través del Sistema de Codificación del Pacífico (PCS), Tonga y Fiyi son patrocinados por Australia

Tonga tiene un acuerdo para compartir el "conocimiento de respuesta a desastres" con la Guardia Nacional de Nevada de los Estados Unidos.

## Historia de las Fuerzas Armadas de Tonga

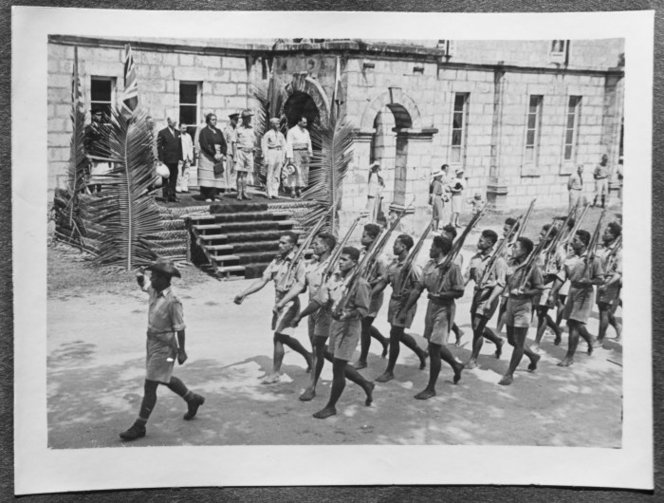
El Servicio de Defensa de Tonga durante el desfile de capitulación italiana.

Tonga participó en la Primera Guerra Mundial, como parte de la Fuerza Expedicionaria de Nueva Zelanda.
El Servicio de Defensa de Tonga (SDT) comenzó a existir al comienzo de la Segunda Guerra Mundial en 1939. En 1943, Nueva Zelanda ayudó a entrenar a dos contingentes tonganos de unas 2000 tropas, que vieron acción en las Islas Salomón. Además, tropas de Nueva Zelanda y Estados Unidos estaban estacionadas en Tongatapu, que se convirtió en un punto de partida para el envío.
Al final de la Segunda Guerra Mundial, el "SDT" fue disuelto, pero fue reactivado en 1946.
El ex primer ministro, el príncipe Lavaka Ata 'Ulukalala (ahora rey Tupou VI) se unió al área naval del Servicio de Defensa de Tonga en 1982 y se convirtió en teniente comandante de la fuerza de defensa en 1987. Entre 1990 y 1995 estuvo al mando del buque patrullero VOEA Pangai y su tiempo a cargo incluía operaciones de mantenimiento de la paz en Bougainville.
En 2002, los soldados del SDT fueron desplegados como parte de una fuerza de mantenimiento de la paz regional multinacional en las Islas Salomón. En julio de 2004, un contingente de 45 miembros del SDT prestó servicios en las Islas Salomón. Un tercer contingente fue enviado en julio de 2005. Este contingente consistió en 33 tropas del SDT, y se esperaba que permaneciera cuatro meses.
En marzo de 2003, se iniciaron conversaciones entre militares de Tonga y Estados Unidos, acerca de que Tonga proporcionaba tropas para la fuerza multinacional en Irak. Las medidas de apoyo se ultimaron en mayo de 2004. 45 Marines reales de Tonga, dirigidos por el Jefe de Defensa de los Servicios de Defensa de Tonga, el coronel Tau'aika 'Uta'atu, partieron de Tonga el 13 de junio de 2004. Desde julio de 2004, los Marines reales de Tonga estaban aumentando las Fuerzas Expedicionarias de Infantería de Marina (MEF) en la provincia de Al Anbar de Irak. Los Marines reales apoyaron la misión de seguridad y estabilización de la 1.ª División de Marines en Camp Blue Diamond. Tonga primero sirvió con el 1.er MEF en las Islas Salomón durante la Segunda Guerra Mundial. Los marines reales de Tonga regresaron de Irak en diciembre de 2004. En diciembre de 2008, los servicios de defensa de Tonga finalizaron su misión en la guerra de Irak y regresaron a su país.

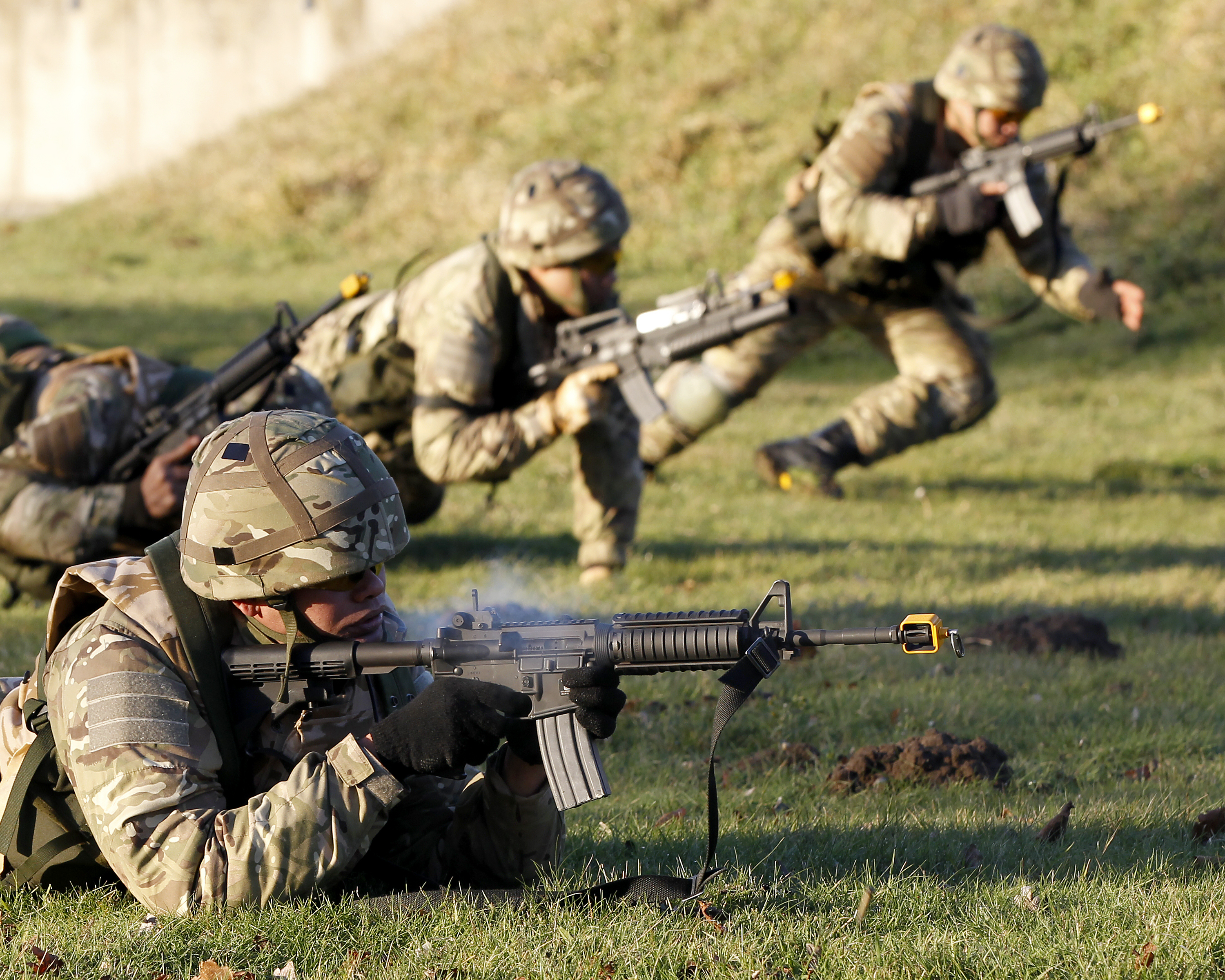
Soldados tonganos entrenándose en Inglaterra con el Royal Air Force Regiment en 2010.

En 2006, se desplegaron soldados del SDT, en cooperación con la policía local, para hacer frente a los disturbios de Nukualofa.
En 2010, las tropas de Tonga comenzaron a entrenar con el Regimiento RAF, en preparación para las operaciones en Afganistán; las primeras tropas desplegadas en ese país durante febrero de 2011. El tamaño militar de Tonga era de aproximadamente 450 efectivos, la mitad de los cuales fueron enviados para luchar en la Guerra de Afganistán, sirviendo en Camp Bastion y Camp Leatherneck. Durante el ataque al Bastión Camp de septiembre de 2012, las tropas de Tonga estaban en torres de vigilancia perimetrales sin ningún dispositivo de visión nocturna. En septiembre de 2013, los Servicios de Defensa de Tonga fueron oficialmente renombrados como Fuerzas Armadas de Su Majestad (HMAF). En abril de 2014, los Marines reales finalizaron su misión apoyando la Operación Libertad Duradera en Afganistán.

## Lista de comandantes

### Comandante de los Servicios de Defensa de Tonga
- Coronel Fetu’utolu Tupou (1977 - 31 de marzo de 2000)[12]
- Brigadier General Tau'aika 'Uta'atu (31 de marzo de 2000 - 2013)[13]

### Jefe del Estado Mayor de Defensa de las Fuerzas Armadas de Su Majestad
- Brigadier General Tau'aika 'Uta'atu (2013 - 21 de diciembre de 2014)
- Príncipe heredero Tupoutoʻa ʻUlukalala (21 de diciembre de 2014 - ?)
- Brigadier General Tupou Tongapo’uli Aleamotu’a (? - presente)[14]

## Material de los Servicios de Defensa
| Vehículo     | Foto | Origen    | Tipo                    | En servicio | Notas  |
| ------------ | ---- | --------- | ----------------------- | ----------- | ------ |
| Unimog U1700 |      | Australia | Vehículo multipropósito | 5           | [ 15 ] |

| Modelo                    | Foto | Origen         | Tipo                 | Munición       | Calibre | Notas                                                                                             |
| ------------------------- | ---- | -------------- | -------------------- | -------------- | ------- | ------------------------------------------------------------------------------------------------- |
| Webley Mk IV .38/200      |      | Reino Unido    | Revólver             | .38 S&W        | 9,2 mm  | [ 16 ]                                                                                            |
| SMLE Mk IV                |      | Reino Unido    | Fusil de cerrojo     | .303           | 7,70 mm | Adquirido de Nueva Zelanda; muchos permanecen almacenados como armamento de reserva.              |
| FN FNC                    |      | Bélgica        | Fusil de asalto      | 5,56 x 45 OTAN | 5,56 mm | Fusil estándar de las Fuerzas Armadas de Tonga.                                                   |
| IMI Galil                 |      | Israel         | Fusil de asalto      | 5,56 x 45 OTAN | 5,56 mm | Donado por Israel en 1988.                                                                        |
| M4A1                      |      | Estados Unidos | Fusil de asalto      | 5,56 x 45 OTAN | 5,56 mm | Los M4A1 fueron vendidos a Tonga en 2008 como parte de un paquete de Venta Militar al Extranjero. |
| M16A2                     |      | Estados Unidos | Fusil de asalto      | 5,56 x 45 OTAN | 5,56 mm | Se importaron unos 25 en 1994. Se canceló una segunda orden de 300 fusiles.                       |
| Ametralladora ligera Bren |      | Reino Unido    | Ametralladora ligera | .303           | 7,70 mm | [ 16 ]                                                                                            |
| Ametralladora Vickers     |      | Reino Unido    | Ametralladora media  | .303           | 7,70 mm | Por lo menos 2, probablemente averiadas.                                                          |